# Pałac Ogińskich w Grodnie
Pałac Ogińskich w Grodnie – pałac książąt Ogińskich, który znajdował się przy Rynku Siennym w Grodnie. Zbudowany pod koniec XVIII wieku, przebudowany w XIX wieku i zniszczony w 1941 roku podczas II wojny światowej. 

## Historia
Plac, na którym wybudowano pałac, należał do Kotowiczów, następnie Rukiewiczów, a w 1752 roku kupił go Michał Kazimierz Ogiński.
Pod koniec XVIII wieku architekt Karol Schildhaus wybudował na zlecenie księcia Ogińskiego pałac w Grodnie przy ulicy Dziemianowskiej (późniejsza Bonifraterska).
Według inwentarza z 1803 r. parter pałacu był murowany a piętro drewniane. Na parterze znajdowały się spiżarnie i klatka schodowa. Na drugim znajdowały się pokoje, łazienki i kuchnie.
Zachowane zdjęcia z początku XX wieku pokazują, że pałac był już wtedy w całości murowany. Był to budynek w stylu klasycyzmu, dwukondygnacyjny, na planie prostokąta, z ryzalitami pośrodku elewacji głównej i dziedzińca oraz wnękami na narożach. Ryzalit na elewacji głównej zakończony był attyką, wejście główne ozdobiono stylizowanym portykiem. Większa część budynku została pokryta dachówką. Główna fasada pałacu wychodziła na dawny Rynek Sienny.

## Galeria

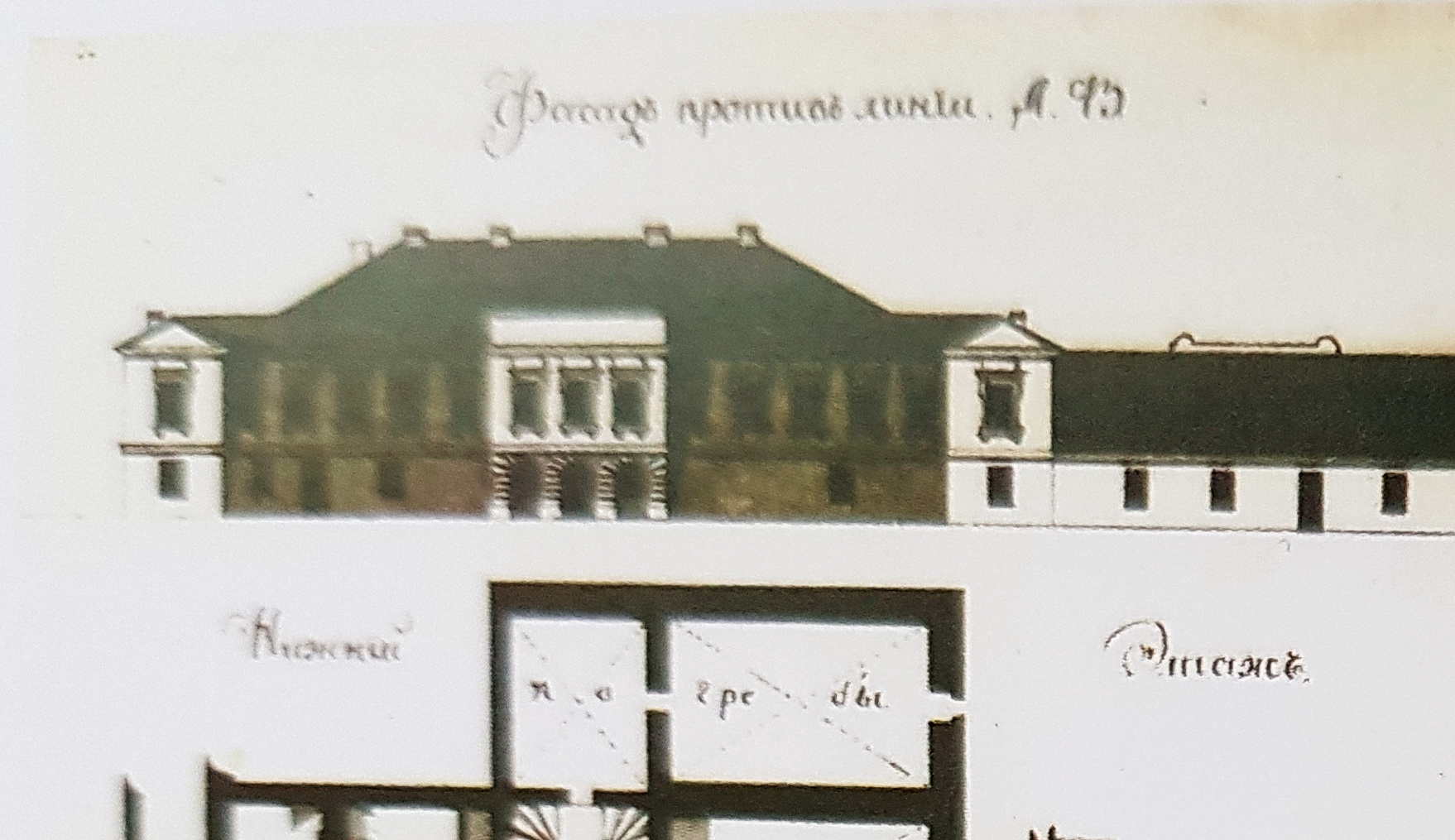
Pałac między 1811–1826 rokiem
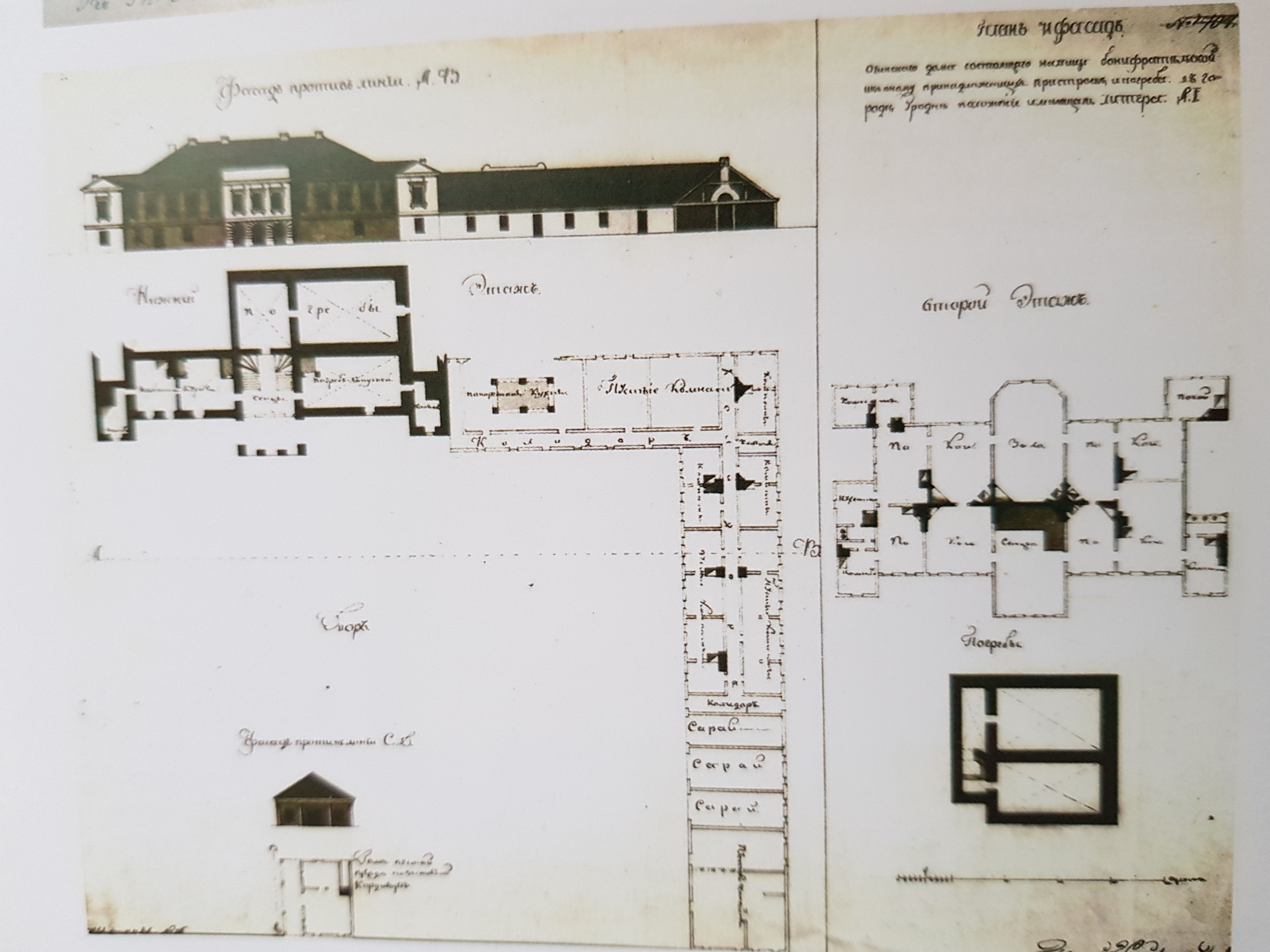
Rysunek z lat 1811–1826
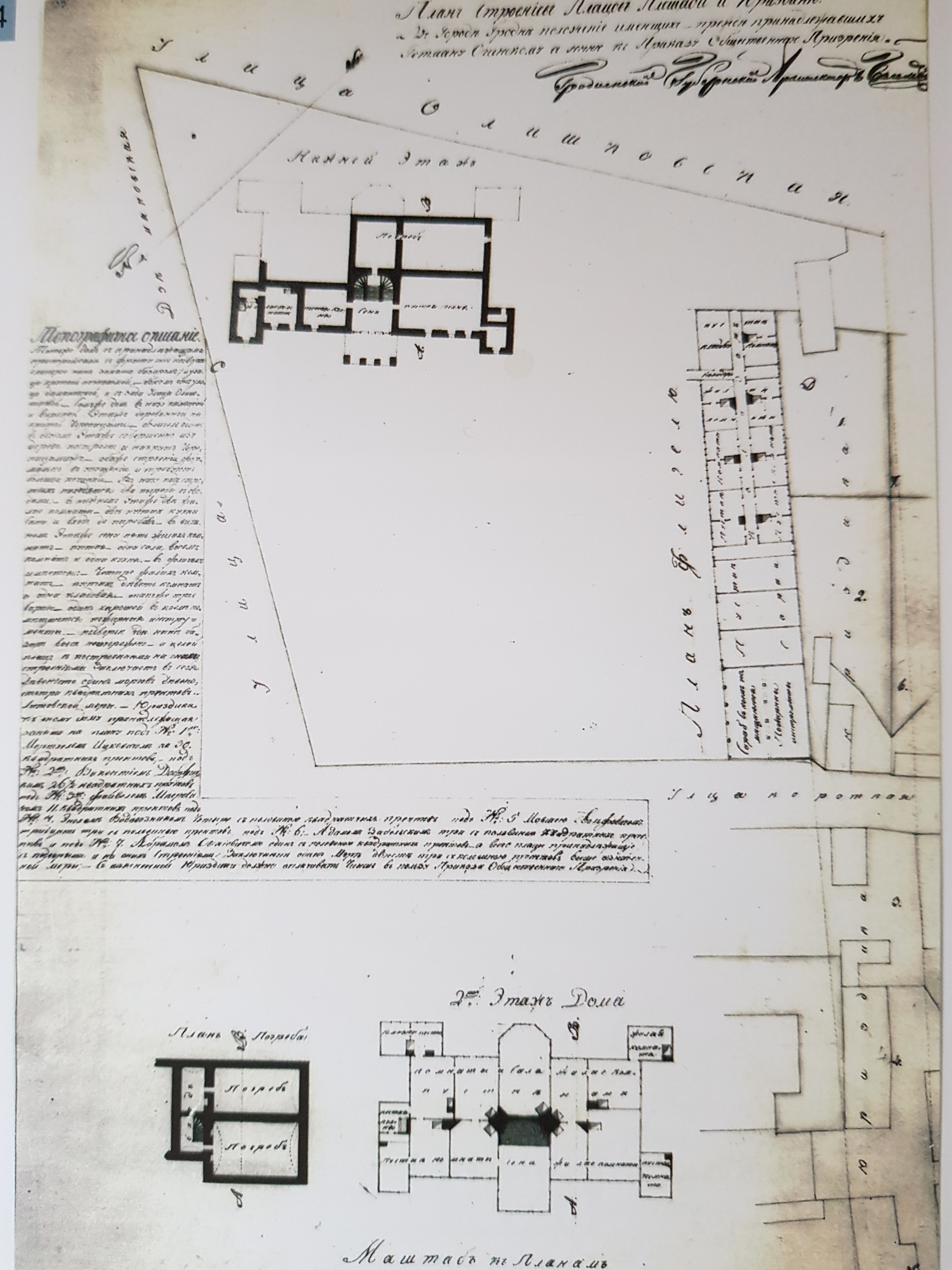
Pałac rzut